# Pedro García Aguado
Pedro Francisco García Aguado (Madrid, 9 de dezembro de 1968) é um ex-jogador de polo aquático espanhol, campeão olímpico.

## Carreira
Pedro García Aguado fez parte da geração de ouro do polo aquático espanhol, fez parte nos elencos vice-campeão olímpico de 1992, e que conquistou o ouro em Atlanta, 1996.